# 洗礼堂

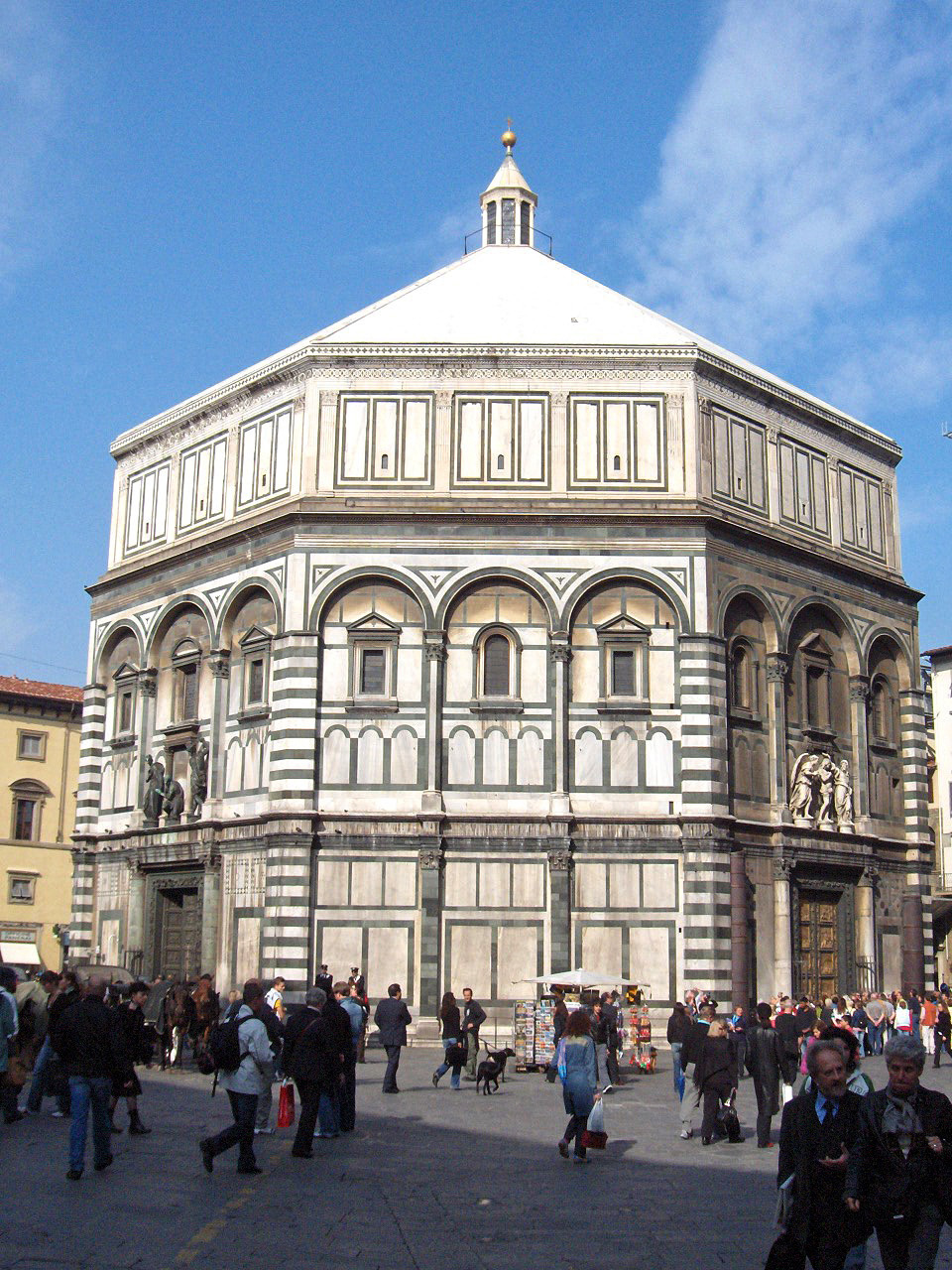
フィレンツェのサンタ・マリア・デル・フィオーレ大聖堂の洗礼堂

洗礼堂（ラテン語: Baptisterium，英語: Baptistery，ギリシア語: βαπτιστήριον）とはキリスト教の施設で、洗礼を執り行うための洗礼盤が内部に置かれている教会堂から独立した円形または正多角形の建物のことである。中世以前の初期のキリスト教で使われた施設である。